# مطار كاتوفيتشي
مطار كاتوفيتشي (بالبولندية: Katowice Airport im. Wojciecha Korfantego)(إياتا: KTW، إيكاو: EPKT) هو مطار دولي يخدم مدينة كاتوفيتسه في بولندا، يحتل المطار المرتبة الرابعة في بولندا من حيث عدد المسافرين.

## شركات الطيران والوجهات

### الركاب
| شركـات طيـران             | الوجهات |
| ------------------------- | --- |
| Air Dolomiti              | مطار فرانكفورت |
| Buzz                      | موسمي عارض: Corfu، Heraklion، مطار عدنان مندريس، Kos، مطار لارنكا الدولي، Preveza/Lefkada، مطار تينيريفي الجنوبي، Thessaloniki، مطار تيرانا الدولي |
| Corendon Airlines         | مطار أنطاليا |
| Electra Airways           | موسمي عارض: مطار أنطاليا، Fuerteventura، مطار الغردقة الدولي، Olbia، مطار ميورقة |
| Enter Air                 | مطار أنطاليا، Fuerteventura، مطار الغردقة الدولي، مطار مرسى علم الدولي، Sal موسمي عارض: مطار بانجول الدولي، مطار ميلاس بودروم، Burgas، Corfu، مطار النفيضة الحمامات الدولي، مطار كريستيانو رونالدو، مطار جرندة كوستا برافا، مطار كناريا الكبرى، Kos، Lanzarote، مطار مالقة الدولي، مطار موي الدولي، Paphos، Rhodes، Sal، مطار شرم الشيخ الدولي، مطار سكياثوس الدولي، مطار تينيريفي الجنوبي، مطار تيرانا الدولي، Varna |
| European Air عارض         | موسمي عارض: Burgas |
| خطوط لوت الجوية البولندية | مطار وارسو فريدريك شوبان عارض: مطار سوفارنابومي الدولي، Cancún، Phuket، Puerto Plata، Punta Cana، Varadero موسمي عارض: مطار أنطاليا، مطار ميلاس بودروم، مطار كاتانيا-فونتاناروسا، مطار جرندة كوستا برافا، مطار عدنان مندريس، Kefalonia، مطار فيلانا الدولي، Mytilene، Mostar، Ohrid، مطار بودغوريتسا الدولي، مطار تيرانا الدولي، Tivat، Varna |
| لوفتهانزا                 | مطار فرانكفورت |
| رايان إير                 | مطار أثينا الدولي، مطار أوريو أل سيريو، مطار كاتانيا-فونتاناروسا، مطار كولونيا بون الدولي، مطار دورتموند، مطار دبلن الدولي، Forlì، مطار لندن ستانستد، مطار مانشستر، مطار أوسلو-غاردرموين، Paphos، مطار تريفيزو موسمي: Alghero، Pula، مطار تراباني-بيرغي، Varna |
| خطوط ترافل سيرفس الجوية   | موسمي: Corfu، مطار دوبروفنيك، مطار فارو، مطار جرندة كوستا برافا، مطار لارنكا الدولي، مطار بودغوريتسا الدولي، Rhodes، مطار سبليت عارض: مطار الغردقة الدولي موسمي عارض: مطار أنطاليا، Burgas، مطار كريستيانو رونالدو، مطار كناريا الكبرى، Heraklion، مطار عدنان مندريس، Kavala، Kos، Lanzarote، مطار مرسى مطروح الدولي، مطار باليرمو الدولي، مطار تيرانا الدولي |
| صن إكسبريس                | مطار أنطاليا موسمي: مطار عدنان مندريس |
| ويز للطيران               | مطار أبو ظبي الدولي، مطار أليكانتي (تبدأ في 31 أكتوبر 2023)، مطار أثينا الدولي، مطار برشلونة الدولي، Bergen، مطار بريستول، مطار كاتانيا-فونتاناروسا (تبدأ في 30 أكتوبر 2023)، مطار كوبنهاغن (تبدأ في 29 أكتوبر 2023)، مطار دورتموند، مطار آيندهوفن، مطار كريستيانو رونالدو، Kutaisi، مطار لارنكا الدولي، Leeds/Bradford، مطار ليفربول، مطار لندن لوتن، Malmö، مطار مالطا الدولي، مطار نابولي، مطار كيفلافيك الدولي، مطار ليوناردو دا فينشي، Sandefjord، مطار بن غوريون الدولي، مطار تينيريفي الجنوبي موسمي: Burgas، Castellón، Corfu، Fuerteventura، مطار إيبيزا، مطار مالقة الدولي، مطار ميورقة، مطار بودغوريتسا الدولي، مطار سبليت، مطار تيرانا الدولي |

### الشحن
| شركـات طيـران        | الوجهات |
| -------------------- | --- |
| خطوط تي أن تي الجوية | مطار غدانسك ليخ فاونسا، مطار لييج، مطار ريغا الدولي                                                                             |
| ASL Airlines Ireland | مطار كولونيا بون الدولي، مطار هانوفر لانغنهاغن، مطار لايبزيغ هاله، مطار مالبينسا، مطار باريس شارل ديغول، مطار شتوتغارت الدولي   |
| Bluebird Nordic      | Cagliari، مطار لايبزيغ هاله، مطار لييج، مطار مالبينسا، مطار باريس شارل ديغول، مطار ترايان فويا الدولي، مطار وارسو فريدريك شوبان |
| Cargoair             | مطار لايبزيغ هاله، مطار لييج، مطار البندقية ماركو بولو                                                                          |
| دي إتش إل للطيران    | مطار لايبزيغ هاله |
| Farnair Europe       | مطار كولونيا بون الدولي |
| فيديكس إكسبرس        | مطار ترايان فويا الدولي، مطار وارسو فريدريك شوبان                                                                               |
| لوفتهانزا للشحن      | مطار فرانكفورت، Košice، مطار لفيف الدولي، Ostrava، مطار فيينا الدولي                                                            |
| خطوط يو بي إس الجوية | مطار كولونيا بون الدولي، East Midlands                                                                                          |
| West Atlantic        | مطار كولونيا بون الدولي، مطار لايبزيغ هاله، Oslo                                                                                |

## إحصاءات
شاهد source Wikidata query and sources.
| السنة | الركاب      | العمليات | الشحن (طن) |
| ----- | ----------- | -------- | ---------- |
| 1996  | ▲ 68,203    | ▲ 3,586  | ▲ 596      |
| 1997  | ▲ 101,054   | ▲ 4,290  | ▲ 1,241    |
| 1998  | ▲ 150,724   | ▲ 6,256  | ▲ 1,365    |
| 1999  | ▲ 170,230   | ▲ 6,510  | ▲ 1,522    |
| 2000  | ▼ 168,126   | ▲ 8,710  | ▲ 7,745    |
| 2001  | ▲ 180,015   | ▲ 9,441  | ▼ 2,196    |
| 2002  | ▲ 202,267   | ▼ 8,389  | ▲ 2,886    |
| 2003  | ▲ 257,991   | ▲ 9,375  | ▲ 3,548    |
| 2004  | ▲ 622,612   | ▲ 13,803 | ▲ 5,038    |
| 2005  | ▲ 1,092,358 | ▲ 16,222 | ▲ 5,636    |
| 2006  | ▲ 1,458,411 | ▲ 21,014 | ▲ 6,113    |
| 2007  | ▲ 1,995,914 | ▲ 24,489 | ▲ 7,795    |
| 2008  | ▲ 2,426,942 | ▲ 27,030 | ▲ 12,703   |
| 2009  | ▼ 2,364,613 | ▼ 26,206 | ▼ 6,543    |
| 2010  | ▲ 2,403,253 | ▲ 26,770 | ▲ 11,195   |
| 2011  | ▲ 2,544,124 | ▲ 29,259 | ▲ 12,138   |
| 2012  | ▲ 2,550,848 | ▲ 30,584 | ▼ 10,546   |
| 2013  | ▲ 2,554,198 | ▼ 28,990 | ▲ 10,877   |
| 2014  | ▲ 2,695,732 | ▼ 28,771 | ▲ 16,269   |
| 2015  | ▲ 3,069,279 | ▲ 31,727 | ▼ 16,119   |
| 2016  | ▲ 3,221,261 | ▼ 31,013 | ▲ 17,674   |
| 2017  | ▲ 3,892,941 | ▲ 34,725 | ▲ 17,779   |
| 2018  | ▲ 4,838,149 | ▲ 41,007 | ▲ 18,547   |